# Kukuruz
Kukuruz (lat. Zea mays), jednogodišnja biljka iz porodice Poaceae, a porijeklom je iz Srednje Amerike (južni Meksiko i Gvatemala). 
Igrao je važnu ulogu u povijesti, pogotovo kod naroda Srednje Amerike. U Europu je donesen 1493. a po nekim izvorima 1535. U Hrvatsku pod Habsburzima i Hrvatske zemlje pod osmanskom vlašću je stigao u 16. stoljeću.
Korijen mu je žiličast, a stablo visoko i člankovito s odvojenim muškim i ženskim cvjetovima. Plod mu je klip sa zrnjem koje je uglavnom žuto ili bijelo. Također je uzgojen veliki broj raznih vrsta hibrida. 

## Stare indijanske sorte
- crni ili astečki kukuruz, točno podrijetlo crnog kukuruza nije jasno, no to je drevna sorta koju su Asteci uzgajali prije više od 2000 godina i koja se od davnina koristila u područjima diljem Južne Amerike, posebno u Peruu. Crni kukuruz ušao je u sjevernoameričke kataloge sjemena 1860-ih, a danas se još uvijek smatra relativno neobičnom sortom izvan Južne Amerike. Crni kukuruz zahtijeva tople temperature za klijanje i rast, a uspijeva u umjerenoj klimi s umjerenim do velikim količinama kiša.
- Plavi kukuruz, Izvorno su ga razvili Hopi, Pueblo Indijanci u Novom Meksiku i nekoliko jugoistočnih plemena, uključujući Cherokeeje. I dalje je važan dio Hopi jela poput piki kruha; brašno ima slatkast okus. Također je glavni sastojak meksičke kuhinje koja se obično koristi za izradu tortilja.

## Zanimljivosti
- Jedna od riječi, koja ima najviše sinonima u hrvatskom jeziku je oklasak (klip kukuruza). Tako su nazivi za oklasak: ajdamak, bat, batakljuša, bataljika, batučak, batuček, batuk, baturak, baturice, čepina, čokotinja, ćuka, kic, klas, klasina, klasinec, klasovina, klasovinje, kočanj, kocen, komaljika, korun, kukuruzina, kumina, kureljica, kuruška, oklipak, okoma, okomak, okomina, okrunica, orušek, otučak, paćika, patura, paturica, rucelj, rucl, rulina, šapurika, ščavina, šepurina, štruk, tekun, tulina, tulinek i dr.
- Kukuruz je na naličju 1 lipe

## Sinonimi
Za sve takozvane podvrste ustanovljeno je da su samo sinonimi za jednu te istu vrstu
- Zea mays subsp. acuminata Golosk.
- Zea mays subsp. amylacea (Sturtev.) Zhuk.
- Zea mays subsp. amyleosaccharata (Sturtev.) Zhuk.
- Zea mays subsp. aorista (Greb.) Golosk.
- Zea mays subsp. ceratina (Kuleshov) Zhuk.
- Zea mays var. ceratina Kuleshov
- Zea mays subsp. everta (Sturtev.) Zhuk.
- Zea mays var. everta (Sturtev.) L.H.Bailey
- Zea mays var. gracillima Körn.
- Zea mays var. gracillima Körn. ex Hitchc.
- Zea mays f. hanakibi Makino
- Zea mays var. hirta (Bonaf.) Alef.
- Zea mays subsp. huehuetenangensis (Iltis & Doebley) Doebley
- Zea mays var. huehuetenangensis Iltis & Doebley
- Zea mays subsp. indentata (Sturtev.) Zhuk.
- Zea mays var. indentata (Sturtev.) L.H.Bailey
- Zea mays subsp. indurata (Sturtev.) Zhuk.
- Zea mays var. indurata (Sturtev.) L.H. Bailey
- Zea mays var. japonica (Van Houtte) Alph.Wood
- Zea mays subsp. luxurians (Durieu & Asch.) Iltis
- Zea mays subsp. mays
- Zea mays var. mays
- Zea mays subsp. mexicana (Schrad.) Iltis
- Zea mays var. multicoloramylacea Yarchuk
- Zea mays subsp. obtusa Golosk.
- Zea mays subsp. parviglumis Iltis & Doebley
- Zea mays var. praecox Torr.
- Zea mays var. rugosa Bonaf.
- Zea mays subsp. saccharata (Sturtev.) Zhuk.
- Zea mays var. saccharata (Sturtev.) L.H.Bailey
- Zea mays subsp. semidentata Kuleshov
- Zea mays var. striatiamylacea Leizerson
- Zea mays var. subnigroviolacea T.A.Yarchuk
- Zea mays subsp. tunicata (A.St.Hil.) Zhuk.
- Zea mays var. tunicata A.St.Hil.
- Zea mays subsp. tunicata Sturtev.
- Zea mays f. variegata (G.Nicholson) Beetle
- Zea mays var. variegata G.Nicholson
- Zea mays var. virginica Bonaf.